# Бергер, Ян (1955)
Ян Бергер (чеш. Jan Berger, родился 27 ноября 1955 в Праге) — чехословацкий футболист и футбольный тренер, олимпийский чемпион 1980 года. Дядя Патрика Бергера, вице-чемпиона Европы 1996.

## Карьера игрока

### Клубная
Футбольную карьеру начал в пражском «Брженове». В 1976 году его приняла в свои ряды команда «Виктория» из Пльзени. С 1978 по 1980 годы он выступал в пражской «Дукле», с которой стал чемпионом страны; в 1980 году перешёл в пражскую «Спарту». В составе «спартанцев» выигрывал чемпионаты страны 1984 и 1985 годов, а в 1984 году получил звание «Футболист года в Чехословакии». Всего же в Чехословакии провёл 241 игру и забил 43 гола. В 1983 году его даже хотел купить мадридский «Реал», но Бергер побоялся изгнания из страны и отказался от предложения. Позднее он выступал в швейцарских командах «Цюрих» и «Цуг 94», хотя им интересовались и другие команды. Завершал карьеру на родине, выступая в любительских клубах «Чернолице», «Мельник-Пшовка», «Спартак» из Пржибрама и «Странчице».

### В сборной
В сборной сыграл 30 игр и забил 3 гола. Выиграл Олимпиаду в Москве, бронзу на чемпионате Европы в Италии и даже сыграл на чемпионате мира 1982 года в Испании.

## Карьера тренера
Учился в тренерских школах Швейцарии, в 2000 году возглавил академию пражской «Спарты». В 2003 году отправился тренировать клуб «Брандыс-над-Лабем», позднее руководил пражской «Дуклой», «Зеленечем» и «Славоем-Вышеградом».

## Семья
Сыновья Яна Бергера Томаш и Ян — профессиональные футболисты, как и его племянник Патрик.

## Интересные факты
- В Швейцарии, помимо футбола, занимался живописью[2].
- В своё время Бергер страдал алкогольной зависимостью и провёл три месяца в лечебнице[2].
- Однажды Бергер был осуждён условно за оскорбление президента Густава Гусака[2].